# Georgi Peev
Georgi Ivanov Peev (in bulgaro Георги Иванов Пеев?; Sofia, 11 marzo 1979) è un ex calciatore bulgaro, di ruolo centrocampista.

## Carriera

### Club
Comincia la sua carriera nel Lokomotiv Sofia. Nel 2001 si trasferisce alla Dinamo Kiev, con cui giocherà fino al 2006. Dopo essere stato prestato al Dnipro, Passa nel 2007 all'Amkar Perm'. Nel 2008 viene scelto come giocatore più amato del campionato russo, ricevendo un revolver del 1936 appartenente all'Armata Rossa.

### Nazionale
Dal 1999 è stato spesso convocato dalla nazionale bulgara, con cui parteciperà anche agli Europei 2004.

## Palmarès
- Campionato ucraino: 3

Dinamo Kiev: 2000-01, 2002-03, 2003-04
- Coppa d'Ucraina: 2

Dinamo Kiev: 2002-2003, 2004-2005